# Leptogorgia
Leptogorgia is een geslacht van neteldieren uit de klasse Anthozoa (bloemdieren).

## Soorten
- Leptogorgia abietina Kükenthal, 1919
- Leptogorgia acuta Bielschowsky, 1918
- Leptogorgia aequatorialis Bielschowsky, 1918
- Leptogorgia alba Duchassaing & Michelotti, 1864
- Leptogorgia albipunctata Stiasny, 1936
- Leptogorgia annobonensis Grasshoff, 1992
- Leptogorgia arbuscula (Philippi, 1866)
- Leptogorgia aureoflavescens Grasshoff, 1988
- Leptogorgia barbadensis (Bayer, 1961)
- Leptogorgia barnardi Stiasny, 1940
- Leptogorgia bayeri Williams & Lindo, 1997
- Leptogorgia cabofalsoi (Stiasny, 1939)
- Leptogorgia californica Verrill, 1868
- Leptogorgia capensis (Hickson, 1900)
- Leptogorgia capverdensis (Grasshoff, 1986)
- Leptogorgia cardinalis (Bayer, 1961)
- Leptogorgia caryi Verrill, 1868
- Leptogorgia cauliculus (Valenciennes, 1855)
- Leptogorgia chilensis Verrill, 1868
- Leptogorgia christiae Guzman & Breedy, 2008
- Leptogorgia clavata (Horn, 1860)
- Leptogorgia cofrini Breedy & Guzman, 2005
- Leptogorgia contorta Kükenthal, 1919
- Leptogorgia crista (Möbius, 1861)
- Leptogorgia cuspidata Verrill, 1865
- Leptogorgia dakarensis Stiasny, 1939
- Leptogorgia dichotoma Verrill, 1870
- Leptogorgia diffusa (Verrill, 1868)
- Leptogorgia dioxys Bielschowsky, 1918
- Leptogorgia divergens Studer, 1878
- Leptogorgia dubia Kükenthal, 1924
- Leptogorgia esperi Verrill, 1869
- Leptogorgia euryale (Bayer, 1952)
- Leptogorgia exigua Verrill, 1870
- Leptogorgia fasciculata Bielschowsky, 1918
- Leptogorgia festiva Duchassaing & Michelotti, 1860
- Leptogorgia filicrispa Horvath, 2011
- Leptogorgia flammea (Ellis & Solander, 1786)
- Leptogorgia flexilis Verrill, 1868
- Leptogorgia florae (Verrill, 1868)
- Leptogorgia floridana Verrill, 1869
- Leptogorgia fruticosa Hickson, 1928
- Leptogorgia fuscopunctata (Koch, 1886)
- Leptogorgia gaini (Stiasny, 1940)
- Leptogorgia gilchristi (Hickson, 1904)
- Leptogorgia gruveli (Stiasny, 1936)
- Leptogorgia hebes Verrill, 1869
- Leptogorgia ignita Breedy & Guzman, 2008
- Leptogorgia labiata Verrill, 1870
- Leptogorgia laxa Hickson, 1928
- Leptogorgia longiramosa Kükenthal, 1924
- Leptogorgia lütkeni (Wright & Studer, 1889)
- Leptogorgia maghrebensis (Stiasny, 1936)
- Leptogorgia mariarosacea Del Mar Soler-Hurtado & López-González, 2012
- Leptogorgia medusa (Bayer, 1952)
- Leptogorgia miniata (Milne Edwards & Haime, 1857)
- Leptogorgia obscura Bielschowsky, 1918
- Leptogorgia occidafricana (Stiasny, 1936)
- Leptogorgia palma (Pallas, 1766)
- Leptogorgia panamensis (Duchassaing & Michelotti, 1860)
- Leptogorgia parva Bielschowsky, 1918
- Leptogorgia peruana Verrill, 1868
- Leptogorgia peruviana (Verrill, 1868)
- Leptogorgia piccola Grasshoff, 1988
- Leptogorgia pinnata (Linnaeus, 1758)
- Leptogorgia porosissima Milne Edwards, 1857
- Leptogorgia principensis Grasshoff, 1992
- Leptogorgia pseudogracilis Castro, Medeiros & Loiola, 2010
- Leptogorgia pulcherrima Bielschowsky, 1918
- Leptogorgia pumicea (Valenciennes, 1855)
- Leptogorgia pumila (Verrill, 1868)
- Leptogorgia punicea (Milne Edwards & Haime, 1857)
- Leptogorgia purpurea (Pallas, 1767)
- Leptogorgia purpureomaculata Stiasny, 1936
- Leptogorgia purpureoviolacea (Stiasny, 1936)
- Leptogorgia pusilla Kükenthal, 1919
- Leptogorgia radula (Möbius, 1861)
- Leptogorgia ramulus (Valenciennes, 1855)
- Leptogorgia rathbunnii (Verrill, 1912)
- Leptogorgia regis Hickson, 1928
- Leptogorgia rigida Verrill, 1864
- Leptogorgia riodouri Stiasny, 1937
- Leptogorgia rosea (Lamarck, 1815)
- Leptogorgia ruberrima (Koch, 1886)
- Leptogorgia rubra Bielschowsky, 1918
- Leptogorgia rubroflavescens Stiasny, 1939
- Leptogorgia rubropurpurea (Pallas, 1766)
- Leptogorgia saharensis Stiasny, 1939
- Leptogorgia sanguinea (Lamarck, 1815)
- Leptogorgia sarmentosa (Esper, 1789)
- Leptogorgia senegalensis Stiasny, 1939
- Leptogorgia setacea (Pallas, 1766)
- Leptogorgia stheno (Bayer, 1952)
- Leptogorgia styx Bayer, 2000
- Leptogorgia sulfurea Bielschowsky, 1918
- Leptogorgia sylvanae Stiasny, 1940
- Leptogorgia tenuis Verrill, 1863
- Leptogorgia tenuissima Kükenthal, 1919
- Leptogorgia toboguilla Hickson, 1928
- Leptogorgia varians (Koch, 1886)
- Leptogorgia viminalis (Pallas, 1766)
- Leptogorgia violacea (Pallas, 1766)
- Leptogorgia violetta Grasshoff, 1988
- Leptogorgia virgea (Valenciennes, 1855)
- Leptogorgia virgulata (Lamarck, 1815)
- Leptogorgia webbiana (Valenciennes, 1855)